# 錐栗安蠣盾介殼蟲
錐栗安蠣盾介殼蟲（学名：Andaspis crawii）为盾介殼蟲科安蠣盾介殼蟲屬下的一个种。